# 今村隼人
今村 隼人（いまむら はやと、1999年6月26日 - ）は、日本のアイドル、タレント。
神奈川県出身。Dマスタープロダクション所属。

## 来歴
1999年6月26日、神奈川県に生まれる。
2010年10月30日にジャニーズ事務所に入所。
2022年12月31日をもってジャニーズ事務所を退所し、2023年1月1日にXを開設。
2024年3月19日、VAZに所属したことを自身のインスタライブにて発表した。
2024年12月15日、自身の公式XにてVAZを退所したことを報告。
2025年1月1日、自身の公式XにてDマスタープロダクションに所属したことを発表した。

## 人物
キャッチフレーズは「Alwaysマジ」
趣味はパソコンゲーム、カードゲーム。
ITパスポートの資格を持っている。
座右の銘は類は友を呼ぶであり、これは自分が悪いことをしていれば悪い人が寄ってくるし、逆に自分がしっかりしていればしっかりとした人が集まってくるという意味だという。

## 出演

### 舞台
- 滝沢歌舞伎 10th Anniversary（2015年4月8日 - 5月17日、新橋演舞場）[7]
- Endless SHOCK -Eternal-（2022年4月10日 - 5月31日、帝国劇場）- ハヤト 役 [8]
- Endless SHOCK（2022年9月5日 - 10月2日、博多座）- ハヤト 役 [8]
- SUPERNOVA stage005『遠く吠えて花火をあげる』（2024年5月22日 - 6月2日、王子小劇場）- モモノスケ 役 [9]
- 『GHOSTAY DX』（2024年9月4日 - 9月8日、劇場MOMO）- 沖田カツオ 役 [10]
- 『空っぽフラレーター2024』（2024年9月19日 - 9月23日、下北沢スターダスト）- 安井 役 [11]
- NOVA.Companyプロデュース『八獄ノ狗尾』-ハチゴクノエノコロ（2024年10月23日 - 10月27日、中野ザ・ポケット）- 奈落（ナラク） 役 [12]
- 少年Komplex 第八回本公演『Song of canary〜夢見る鳥どり〜』（2024年12月19日 - 12月23日、せんがわ劇場）- アペレン 役 [13]
- 『志立彩色学園アイドル科』（2025年2月11日 - 2月16日、バルスタジオ）- 涼川青史 役 [14]
- 『キャロル・ザ・ハッピーエンド』（2025年3月6日 - 3月10日、王子小劇場）- ハル 役 [15]
- 『権乱業火〜懊悩の信念〜』（2025年4月9日 - 4月13日、中野ザ・ポケット）- 銀二 役 [16]
- A.T.M主催 朗読劇公演 vol.9『あなたは探偵です～呪われた孤島編～』（2025年6月6日 - 6月8日、シアターシャイン）- 見習い 役 [17]
- NOVA.companyプロデュース『ISHIN-医新-』（2025年8月27日 - 8月31日、六行会ホール）- 中村恵一 役 [18]

### ドラマ
- 神化転生記VARZ/ヴァーズ (YouTube) 猿田キンジ 役

### コンサート
- ジャニーズJr.8・8祭り〜東京ドームから始まる〜(2019年8月8日、東京ドーム)
- Johnny's World Happy LIVE with YOU Jr.祭り ～Wash Your Hands～(2020年8月26日、配信ライブ）

### イベント
- BAR MonZ コラボカフェイベント（2024年02月03日、BAR MonZ）[19]
- 私がみんなといたいだけ（2024年06月16日、A Talk Club WOOFER）- ゲスト [20]
- NOVA BAR Communication Event（2024年06月23日、役者BAR BOW）[21]
- SALUはぴマルシェ（2024年10月14日、フットサルポイント SALU川崎駐車場）[22]
- 【前夜祭イベント★】舞台『八獄ノ狗尾』（2024年10月13日、Route Theater）[23]
- 『天竺生地　vol.14』（2024年12月01日、池袋GEKIBA）[24]
- 少年Komplex 第八回本公演『Song of canary〜夢見る鳥どり〜』前夜祭（2024年12月08日、RAINBOW AKABANE STUDIO）[25]
- 少年Komplex 第八回本公演『Song of canary〜夢見る鳥どり〜』後夜祭（2025年01月25日、RAINBOW AKABANE STUDIO）[26]
- アドリブエンターテイメント「THEATER ✕ GAME」season9 (2025年05月03日 - 05月06日、せんがわ劇場）[27]
- 『あなたは探偵です～呪われた孤島編～』アフターイベント（2025年7月27日、TKJホール） [28]

### 主催イベント
| 開催日時      | 公演タイトル                                         | 場所                 | 備考                                   |
| ------------- | ---------------------------------------------------- | -------------------- | -------------------------------------- |
| 2023年3月21日 | 今村隼人ファンミーティング                           | Liveレストラン青山   | 今村隼人                               |
| 2024年1月6日  | 今村隼人と新年会！年始早々一緒に遊んじゃおー！！     | 都内イベントスペース | 今村隼人                               |
| 2024年1月7日  | 今村隼人のお名前書かせていただきます！＆ミニトーク会 | スタジオルアン       | 今村隼人                               |
| 2024年3月3日  | 今村隼人トークイベントVol.1                          | ばぐちか             | 今村隼人、鈴木舜映                     |
| 2024年4月6日  | 今村隼人トークイベントVol.2                          | ばぐちか             | 今村隼人、林拓音                       |
| 2024年5月3日  | 今村隼人トークイベントVol.3                          | ばぐちか             | 今村隼人、髙橋真斗                     |
| 2024年6月26日 | 今村隼人バースデーイベント2024                       | ばぐちか             | 今村隼人                               |
| 2024年7月6日  | 今村隼人トークイベントVol.4                          | ばぐちか             | 今村隼人、田中誠治                     |
| 2024年8月4日  | 今村隼人トークイベントVol.5                          | ばぐちか             | 今村隼人、一ノ瀬雅也、純米あきと１５％ |